# Сива неразделка
Сивата неразделка (Agapornis cana) е вид птица от семейство Папагалови (Psittaculidae). Видът е незастрашен от изчезване.

## Разпространение
Сивата неразделка е разпространена на остров Мадагаскар.

## Описание
Сивата неразделка е една от най-малките видове неразделки, с дължина 13 см и тегло около 30 – 36 грама. Клюнът и краката са бледо сиви. При този вид птици се наблюдава полов диморфизъм. Възрастната женска е изцяло зелена с тъмнозелен гръб и крила, ярко зелени задни части и по-бледо зелени гърди, а възрастните мъжки са с подобно оцветяване, само че цялата им глава и горната част на гърдите са бледо сиви.